# اریک فروم
اریش فروم (به آلمانی: Erich Fromm) (زادهٔ ۲۳ مارس ۱۹۰۰ – درگذشته ۱۸ مارس ۱۹۸۰) روان‌کاو، جامعه‌شناس، روان‌شناس اجتماعی بلندآوازهٔ مکتب فرانکفورت و همچنین یک سوسیال دموکرات و از برجسته‌ترین فیلسوفان مکتب اومانیستی آمریکایی آلمانی‌تبار است. او در آثارش کوشید تا ارتباط متقابل روان‌شناسی و جامعه را شرح دهد و معتقد بود که با به‌کار بستن اصول روانکاوی، به عنوان علاج مشکلات و بیماری‌های فرهنگیِ بشر، راهی به سوی تحقّق یک «جامعهٔ معقول» و متعادل از لحاظ روانی خواهد یافت.

## زندگی
اریش فروم در فرانکفورت آم ماین آلمان به دنیا آمد. تحصیلات خود را در دانشگاه‌های هیدلبرگ و مونیخ و انستیتو روانکاوی برلین ادامه داد. بعد از ظهور نازیسم در آلمان به ژنو رفت و سرانجام در سال ۱۹۳۴ به آمریکا مهاجرت کرد و تابعیت این کشور را پذیرفت و در دانشگاه کلمبیای نیویورک مشغول به فعالیت شد، سپس به مکزیک رفت و در دانشگاه مستقل ملی مکزیک کرسی روانکاوی را تأسیس کرد. وی در انتهای عمر خویش به سوئیس بازگشت و در ۱۹۸۰ درگذشت.

## انسان سالم از دیدگاه اریک فروم
با توجه به نیازهایی که یک انسان دارد، فروم معتقد است که اگر به نیازهای انسان خوب توجه شود، می توان فرصت هایی را فراهم کرد تا ویژگی های یک انسان در فرد شکل بگیرد.
از دیدگاه اریک فروم انسان سالم یک انسان بارور است. بارور بودن یعنی این که یک فرد بتواند همه ی توانایی ها و استعدادهای خود را به کار بگیرد و از آن ها به خوبی استفاده کند.
توجه: یکی از اهداف آموزش مترقی با الگوی مشارکتی کمک به کودکان برای دستیابی به حداکثر استعدادهاست. یعنی یک آموزش و پرورش خوب سعی می کند فرصت هایی را فراهم کند تا کودکان بتوانند استعدادهای خود را بشناسند، آن استعدادها را آشکار کنند.
یکی از مهم ترین ویژگی انسان بارور، به بار آوردن خود است و این که بتواند همه ی استعدادها و توانایی های خود را تحقق بخشد و این استعدادها را به خوبی عیان کند.
فروم جنبه هایی از انسان بارور را این گونه نشان می دهد:
1 عشق بارور
از نظر فروم عشق ورزی اکتسابی است و می توان آن را تمرین کرد و آموخت. به همین دلیل لازم است که عشق ورزی را از کودکی به فرزندان خود آموخت.
یکی از راه های رسیدن به عشق ورزی بارور، اصل توجه است. یعنی این که بتوانیم توجه کردن به محیط اطراف را به کودکان آموزش بدهیم.
به کودک فرصت بدهیم تا به همه ی افراد پیرامون خود توجه کند. یعنی آن ها را ببیند و برای درک آن ها تلاش کند.
همه انسان ها شبیه ما نیستند.
کسانی که مانند ما لباس نمی پوشند، مانند ما غذا نمی خورند، مانند ما عبادت نمی کنند، مانند ما حرف نمی زنند و... اما انسان های محترم و خوبی هستند به کودک یاری کنید تا این تفاوت ها را ببیند.
توجه کودکان را به این انسان ها جلب کنید. این انسان ها نیز محترم و ارزشمند هستند.
توجه کودک را به گروه های مختلف سنی و به جنسیت جلب کنید.
نوزاد، کودک، پیر، جوان، میانسالی و... انسان های ارزشمند و خوبی هستند. مراقب باشیم که با توجه به سن افراد، ارزش گذاری نکنیم.
به کودکان کمک کنید تا به حیوان ها و گیاهان اطراف خود توجه کنند.
همه ی حیوان ها حق دارند زندگی طبیعی خود را داشته باشند.
مراقب باشیم که آن ها را در محیط طبیعی خود از بین نبریم.
مراقب باشیم که:
توجه کودکان را به این که نسل بعضی از حیوان ها به خطر افتاده و یا حتی نسل بعضی از حیوان ها از بین رفته است، جلب کنید.
توجه کودکان را به گیاهان جلب کنید.
گیاهان و تنوع آن ها برای کار با کودکان بسیار جالب است.
توجه کودکان را به میراث فرهنگی، به ساختمان های به جا مانده از گذشته ها، به صنایع دستی و... جلب کنید. به عبارت دیگر باید فرصت های فراوانی را برای دیدن و تجربه کردن کودکان فراهم کرد. تجربه هایی که حوزه ی دید کودک را گسترده تر کند.
کودک باید متوجه شود که تنها او و خانواده ی او در یک کره ی زمین نیست. انسان های مختلفی با تفاوت های فراوان روی زمین زندگی می کنند. لازم است که به کودکان آموزش داد که به همه ی این تفاوت ها و تنوع ها توجه کنند و به آن ها احترام بگذارند.
کمک کنید تا کودکان انواع غذاهای محلی کشورمان را بخورند. 
کودکان را به انواع زیارتگاه ها و مراکز عبادت ادیان مختلف ببرید. کودک ببیند که انسان های دیگر چگونه خداوند را عبادت می کنند. با سایر ادیان دیگر با احترام برخورد کنید.
فرصت هایی را به وجود بیاورید تا کودکان برای سالمندان کاری انجام بدهند.
برنامه های مشترکی برای همدلی با معلولان برگزار کنید.
به کودکان کمک کنید تا گوش کردن فعال را یاد بگیرند. به حرف دیگران گوش بدهند، به احساس های آن ها توجه کنند و حتی با احساس های دیگران همدلی کنند.
مجموعه ای از لباس های محلی تهیه کنید و به کودکان نشان بدهید. موسیقی اقوام و ملل دیگر را گوش کنید و ویژگی های خوب آن ها را با هم مرور کنید.
انواع صنایع دستی و هنرهای مختلف مردم در مناطق مختلف کشور را به کودکان نشان بدهید و حتی از آن ها در زندگی روزمره استفاده کنید.
درباره بخش های مثبت هر قوم، هر فرهنگ و هر گروه از انسان ها با کودکان صحبت کنید. به کودکان فرصت دهید تا بخش های مثبت گروه های انسانی را بشنوند و یا تجربه کنند.
حفظ محیط زیست یعنی احترام گذاشتن به آن. با همدیگر فکر کنید که چگونه می توان به حفظ محیط زیست کمک کرد.
آلوده نکردن منابع آب را با کودکان کار کنید و این که چرا نباید آب را آلوده کرد.
درباره زندگی حیوان ها و این که رشد شهرنشینی، زندگی آن ها را به خطر انداخته است صحبت کنید.
برای پرنده ها لانه بسازید.
درباره جنگل ها، درخت ها و گیاهان و نقش آن ها در زندگی انسان ها صحبت کنید. راه های حفظ و مراقبت از درخت ها را با کودکان کار کنید.
2 تفکر بارور
دومین ویژگی انسان سالم تفکر بارور است. تفکر بارور مستلزم هوش و عقل است. فروم معتقد است که انسان سالم در حال فکر کردن است. تفکری سازنده تا بتواند مسایل خود و جامعه ی پیرامون خود را حل کند. تفکری که بتواند موضوع های جدیدی را برای بهتر شدن زندگی انسان ها به وجود بیاورد. تفکر بارور یعنی تفکر سازنده و مؤثر برای خود و دیگران. 
تفکر بارور خود را اسیر جزئیات نمی کند و سعی می کند که کل ماجراها را نگاه کند تا بتواند برنامه ریزی کند. تفکر بارور موجب می شود تا فرد پر از انگیزه شود و بر اساس یک شور و شوق درونی کارهای خود را انجام بدهد.
کودکان از همان روزهای اول فکر می کنند. نشانه های فراوانی وجود دارد که کودک از ماه اول تولد بسیاری از کارهای خود را بر اساس تفکر انجام می دهد. نوزاد هر روز از غریزه های خود فاصله می گیرد و به سوی رفتارهایی که مبتنی بر تفکر هستند حرکت می کند.
وقتی محیط کودک را فعال می کنیم، فرصت های گوناگونی را به وجود می آوریم تا کودک بتواند تجربه های بیش تر و بهتری داشته باشد.
بدین ترتیب لازم است که با موضوع های مختلف در اولین سال زندگی نوزاد حواس پنج گانه ی او را تقویت کنید.
وسیله های متنوع برای دیدن
رفتن به مکان های مختلف 
انواع اسباب بازی
انواع صداهای خوشایند
و...
با کودکان درباره ی آنچه فکر می کند صحبت کنید:
به چه فکر می کردی؟
می توانی درباره ی آنچه فکر می کردی توضیح بدهی؟
تو چه فکر می کنی؟ نظر تو چیست؟
آیا تو فکر دیگری داری؟
و...
این پرسش های به ظاهر ساده، تمرین های مهمی هستند تا کودکان نظر و دیدگاه خود را بیان کنند.
مهم نیست که چه قدر درست یا غلط فکر می کنند. مهم این است که فکرهای خود را بتوانند به خوبی بیان کنند.
فکرهایی را که کودکان بیان می کنند، قضاوت نکنید یا به فکرهای آن ها نخندید. وقتی نظر آن ها را داوری می کنید و یا عکس العمل تند می کنید، کودکان را سرکوب می کنید. فرصت دهید تا آن ها خود را بیان کنند. سپس در مسیر کار و تجربه آن ها را به آرامی متوجه ی افکار خود کنید.
تکنیک حل مساله را با کودکان کار کنید.
این تکنیک بدین ترتیب است که شما کودکان را تشویق می کنید تا برای مسایل و مشکلاتی که در طی روز رخ می دهد، به فکر راه حل های مختلف باشند. فراموش نکنید: به فکر راه حل های مختلف باشند.
لازم است کمک کنیم تا کودکان برای هر مشکل به فکر چند راه حل باشند. راه حل هایی که آن ها پیشنهاد می دهند ممکن است اشتباه باشد. اما باید به کودکان اجازه داد تا آن راه حل ها را آزماش و تجربه کنند. بدین ترتیب خودشان به بهترین راه حل دست پیدا می کنند. شما می توانید هر روز انواع مساله و یا مشکل به وجود بیاورید تا کودکان برای حل آن ها تلاش کنند.
درباره ی کارهایی که هر کدام از کودکان می توانند و یا نمی توانند انجام بدهند صحبت کنید. هر کدام از کودکان چه کارهایی را می توانند انجام بدهند. برای هر کودک به طور جداگانه فهرستی تهیه کنید. اجازه بدهید تا این کارها را خود کودک اعلام کند. 
برای مثال: کارهایی که می توانم انجام بدهم:
می توانم نقاشی بکشم.
حرف بزنم.
از نردبان بالا بروم.
و...
سپس از هر کودک بخواهد کارهایی را که نمی تواند انجام بدهد، فهرست کند.
برای مثال:
نمی توانم فلوت بزنم، بلد نیستم دوچرخه سواری کنم،
رانندگی بلد نیستم،
و...
این فهرست کودکان را کمک می کند تا بتوانند به طور واقعی خود را ببینند و هر چند وقت یک بار می توانیم این تمرین را با کودکان انجام بدهیم.
دیدن نکته های مثبت و منفی هر کاری می تواند کودکان را کمک کند تا تفکر نقاد داشته باشند.
تفکر نقاد فقط به معنی دیدن عیب ها و یا نکته های منفی نیست، بلکه دیدن مجموعه ی هر نوع ویژگی کار است. 
پس از یک برنامه ی نقاشی، تمام کارهای کودکان را به دیوار نصب کنید. 
کودکان را تشویق کنید تا به نقاشی های هم دیگر نگاه کنند. از آن ها بخواهید هر کدام ویژگی های مثبت و خوب نقاشی های دوستان خود را بیان کنند.
وقتی همه ویژگی های خوب را بیان کردند، از آن ها بخواهید درباره ی هر کار بگویند چه اتفاقی اگر می افتاد آن نقاشی بهتر می شد. یعنی نکته ی منفی را تبدیل به یک پیشنهاد بکنند.
وقتی از دیدن یک فیلم از سینما برمی گردید، یا پس از دیدن یک فیلم از تلویزیون درباره ی آن فیلم با بچه ها صحبت کنید.
کدام بخش فیلم خوب بوده؟
چه چیزهای خوبی، در فیلم دیدید؟
کدام بخش فیلم را دوست نداشتی؟
و...
همین روش را می توانید پس از خواندن یک قصه، دیدن یک نمایش، بازدید از یک موزه یا نمایشگاه هنری و... انجام بدهید.
یعنی دیدن بخش های مثبت و منفی کار را با هم بررسی کنید.
3 وجدان اخلاقی
وجدان اخلاقی نیرویی است که رفتار فرد را هدایت می کند. این نیرو می تواند یک قدرت بیرونی مانند ترس از مجازات باشد، یا یک قدرت درونی که احساس فرد از هر آنچه دوست می دارد هدایت گر می شود.
از دیدگاه فروم وجدان اخلاقی بیرون ضد انسان بارور است. در این شکل کودک بر اساس ترس از بزرگ ترها و موقعیت های اجتماعی کارهایی را انجام می دهد یا نمی دهد. اما وجدان اخلاقی درونی یک ویژگی انسان بارور است. در این نوع آموزش های قبلی بر اساس عشق به انسان ها و احترام گذاشتن به همه ی تفاوت ها موجب می شود که کودک کاری را برخلاف منافع انسان های دیگر انجام دهد و یا کارهایی بکند که دیگران نیز از آن بهره مند شوند.
فروم معتقد است اگر مراحل قبلی را به خوبی انجام بدهیم، این مرحله به راحتی در کودکان شکل می گیرد.
اما در عین حال چند پیشنهاد مهم دارد که می تواند به شکل گیری وجدان اخلاقی کمک کند.
درباره ی احساسی که هر کودک از خود و از دیگران دارد صحبت کنید. تو چه احساسی داری؟
وقتی این کار را انجام می دهی، چه احساسی داری؟
آیا از این که کار انجام می دهی، حال خوبی به دست می آوری یا نه؟
چه کاری به تو احساس خوبی می دهد؟
و...
به عبارت دیگر کودک را با حسی که پس از انجام یک کار دارد، رو به رو کنید احساسی که کودک دارد بسیار مهم است.
بخشیدن را با کودکان کار کنید. برنامه هایی را ترتیب دهید تا کودکان بتوانند وسیله های خود را با دیگران سهیم بشوند و یا اگر از چیزی دو نمونه دارند، آن را به دیگران هدیه بدهند.
برنامه هایی را ترتیب بدهید تا کودکان برای کسانی که دوست دارند هدیه درست کنند و سپس هدیه ها را به آن افراد بدهند.

## دیدگاه نسبت به دین
اریش فروم ابتدا ادیان را به ادیان خودکامه و انسان‌گرا تقسیم می‌کند و بعد از توضیح هریک به سراغ منشأ دین می‌رود و اشاره می‌کند که وجود دو نیاز عمده در انسان‌ها، باعث پدید آمدن گرایش بشر به دین شده‌است، که عبارت اند از:
1. نگرش مشترک و همگانی: انسان‌ها برای به دست آوردن زندگی اجتماعی سالم و به دور از تنش، نیازمند وحدت در دیدگاه‌ها و نظریاتشان هستند. اگر در بین دیدگاه‌ها تشتّتِ آرا وجود داشته باشد، زندگی اجتماعی از هم می‌پاشد و افراد به تفاهم و ارتباط اجتماعی نمی‌رسند؛ ولی دین به پیروانش دیدگاه مشترک می‌دهد و مانع از هم پاشیدگی جامعه می‌شود.
2. کانون احساس تعلّق مشترک: نیاز دیگر انسان این است که باید احساس تعلّق به جایی داشته باشد. انسان از آزادی مطلق وحشت دارد. چون اگر انسان آزادی مطلق داشته باشد، نسبت به هر کاری احساس مسئولیّت می‌کند و خود را نسبت به آن پاسخ‌گو می‌داند؛ ولی اگر خود را تابع حکم یک فرد یا گروهی خاص یا مجموعه دستورهای دینی و آیینی بداند، مسئولیّت‌ها را بر دوش آمر و ناهی می‌اندازد و خود را از مسئولیّت‌ها و جواب‌گویی به مسائل مختلف رها می‌سازد. انسان از آزادی می‌گریزد، چون می‌خواهد در دام مسئولیّت که لازمهٔ آزادی است نیفتد از آن‌جا که انسان همواره به سراغ کانون سرسپردگی و تعلّق می‌رود، بازار دیکتاتوری حاکمان بسیار رونق دارد. دیکتاتوری‌ها گرچه از انسان سلب آزادی می‌کنند، ولی از این نظر که بار مسئولیّت اعمال آن‌ها را بر دوش می‌گیرند، موجب سرسپردگی خواهند بود. سپس انسان برای توجیه این سرسپردگی، متوجّه دین می‌شود و بخش فقه و اخلاق، این کانون سرسپردگی را بیان می‌کند.

از طرف دیگر، ادیان دیکتاتور، چون احکام بیش‌تری دارند، این دو نیاز را بهتر و به خوبی تأمین می‌کنند؛ ولی ادیانِ انسان‌گرا گرچه به حق هستند، امّا در برابر ادیان دیکتاتور و خودکامه رونقی ندارند.
در یک‌کلام، فروم ابراز می‌دارد که دین خاستگاه اجتماعی دارد، زیرا دین به انسان‌ها دید مشترک و حسّ تعلّق خاطر مشترک می‌دهد و هر اجتماعی به این دو عامل نیاز دارد؛ لذا دین در خدمت نیازهای جامعه است و برای تأمین بخشی از نیازهای انسان پدیدار شده‌است.

## آثار مشهور ترجمه شده به فارسی
- گریز از آزادی[۵] ترجمه عزت‌الله فولادوند، انتشارات مروارید/ فیروزه
- انسان برای خویشتن، پژوهشی در روانشناسی اخلاق[۶] ترجمه اکبر تبریزی، انتشارات کتابخانه بهجت
- روانکاوی و دین[۷] ترجمه آرسن نظریان، انتشارات مروارید/ فیروزه
- زبان ازیادرفته؛ درک و تعبیر رؤیا، داستان‌های کودکان و اساطیر[۸] ترجمه ابراهیم امانت، انتشارات مروارید/ فیروزه
- جامعه سالم[۹] ترجمه اکبر تبریزی، انتشارات کتابخانه بهجت
- هنر عشق ورزیدن[۱۰] ترجمه پوری سلطانی، انتشارات مروارید/ فیروزه
- رسالت زیگموند فروید[۱۱] ترجمه فرید جواهرکلام، شرکت سهامی کتاب‌های جیبی (با همکاری مؤسسه انتشارات فرانکلین)
- ذن بودیسم و روانکاوی[۱۲]
- سرشت راستین انسان[۱۳] (نام اصلی: برداشت مارکس از انسان) ترجمه فیروز جاوید، انتشارات مروارید/ فیروزه
- آیا انسان پیروز خواهد شد؟: حقیقت و افسانه در سیاست جهانی[۱۴] ترجمه عزت‌الله فولادوند، انتشارات مروارید/ فیروزه
- فراسوی زنجیرهای پندار[۱۵] ترجمه بهزاد برکت، انتشارات مروارید/ فیروزه
- جزم اندیشی مسیحی و جستارهایی در مذهب، روانشناسی و فرهنگ[۱۶] ترجمه منصور گودرزی، انتشارات مروارید/ فیروزه
- دل آدمی و گرایشش به خیر و شر[۱۷] ترجمه گیتی خوشدل
- شما باید به خدایان مانید[۱۸]
- انقلاب امید: در ریشه‌های عوامل غیراومانیستی و اومانیستی جامعه صنعتی[۱۹] ترجمه مجید روشنگر، انتشارات مروارید/ فیروزه
- بحران روانکاوی[۲۰] ترجمه اکبر تبریزی، انتشارات مروارید/ فیروزه
- آناتومی ویران‌سازی انسان[۲۱] ترجمه احمد صبوری، انتشارات آشیان
- داشتن یا بودن؟[۲۲] ترجمه اکبر تبریزی، انتشارات مروارید/ فیروزه
- به‌نام زندگی[۲۳] ترجمه اکبر تبریزی، انتشارات مروارید/ فیروزه
- هنر بودن، ترجمه پروین قائمی، انتشارات آشیان